# Leanne Sheehy
Leanne Sheehy (ur. 30 października 1969) – australijska judoczka.
Uczestniczka mistrzostw świata w 1991, 1993 i 1995. Startowała w Pucharze Świata w 1989 i 1992. Złota i brązowa medalistka mistrzostw Oceanii w 1990. Mistrzyni Australii w latach 1988-1993 i 1995 roku.